# Martino Ciano
Martino Ciano (* 23. August 1978 in der Schweiz) ist ein Schweizer Boxer in der Gewichtsklasse Lightwelter (Halbweltergewicht).

## Boxkarriere
2003 wurde er als Amateur Schweizer Meister in der Lightwelter-Gewichtsklasse im olympischen Boxen. 2002 und 2004 wurde er Schweizer Meister im Thaiboxen. 2004 wurde er Intercontinental Champion im Thaiboxen.
Am 24. Dezember 2007 gewann er vor über 1000 Zuschauern seinen ersten Profikampf gegen den Franzosen Frédéric Gosset. Im März 2008 verlor er in Donezk gegen den Ukrainer Andrej Kudrawzjew in der sechsten Runde durch technischen K. o.
Martino Ciano wird als Boxer von Bruno Arati trainiert. Franz Schmutz ist sein Trainer in der Disziplin Thaiboxen. Sein Manager ist Daniel Hartmann.

## Kampfquote
Martino Ciano gewann sechs seiner bisherigen elf Profikämpfe. Beim Thaiboxen gewann er 19 Mal bei 24 Kämpfen (Stand 11. Juni 2008).